# Философия Достоевского
Ф. М. Достоевский не учился философии, не писал философские трактаты и не претендовал на звание философа. Современники писателя не рассматривали его сочинения с философской точки зрения. Однако в настоящее время, как писал американский исследователь Джеймс Сканлан, «даже самый суровый критик должен признать, что Достоевский при всей своей удаленности от академической философии был одним из самых философских писателей».
На философскую направленность творчества Достоевского впервые обратили внимание Вячеслав Иванов, веховцы и русские религиозные философы — Н. А. Бердяев, С. Н. Булгаков, В. В. Розанов, В. С. Соловьёв, Г. В. Флоровский, С. Л. Франк, Лев Шестов.
Тем не менее В. В. Зеньковский в 1948 году писал, что, несмотря на наличие обширной и очень богатой философской литературы о Достоевском, «впрочем, и до ныне его идейное наследство не усвоено ещё до конца».

## Основные положения
Достоевский не стал создателем собственной законченной философской системы с точки зрения формального подхода западного (немецкого) представления о философии. Для этого писатель не обладал ни узкоспециальным образованием, ни желанием, поскольку главным жизненным поприщем избрал литературу. Тем не менее, художественные произведения и публицистика писателя содержат основополагающие философские идеи, ставшие фундаментом русской классической философии, оформившейся во 2-й половине XIX века. Русский философ Μ. Α. Маслин писал: «Мировоззрение Достоевского — это философствование экзистенциального типа, философия человеческого существования».
Взгляды Достоевского на человека, личность, менялись с течением его жизни. В 1840—1860-е годы он подвергся влиянию романтизма, изучал произведения Шеллинга. Для Фёдора Михайловича в этот период уже было очевидно, что между людьми нет равенства. Однако образ высшего человека менялся с течением его жизни. Так, сначала идеалом писателя был мечтательный человек, который воспринимает мир ярче, видит больше, чем окружающие. Кроме того, Достоевский полагал, что сила человеческого желания чего-либо способна воплотить в жизнь то, что он желает. Постепенно от идеала мечтателя, который способен управлять своим собственным миром грёз, Достоевский пришёл к образу мистика, который понимает, что сам реальный мир иллюзорен и способен подвергаться воздействию силы его мысли. Кроме того, позднее изменилось представление Достоевского и о высшем человеке, что ярко проявилось в одном из его знаковых романов «Преступление и наказание». В нём писатель показал, что может случиться с человеком, который поддался влиянию ложных идеалов, пошёл по пути не истинно высших личностей, а лишь считающихся таковыми в обществе. Достоевский полагал, что по-настоящему возвышающийся над обществом человек далеко не всегда выделяется, а чаще несчастен, так как он видит истинную глубину мира, его страшную тайну. Путь «высшего типа» может закончиться даже самоубийством. Не придя к идее бессмертия, человек, отказавшийся от жизни лишь биологическими инстинктами и начавший размышлять о бессмысленности своей жизни, придёт к идее самоубийства, понимая, что никакого высшего смысла и цели в жизни человека нет. И только приняв идею бессмертия он может спасти себя и заняться благими делами.
В произведениях Достоевского раскрывается и тема любви. Подобно греческой философской традиции, он разделяет её на несколько видов: любовь к Богу, дружеская, отеческая и страсть. Иерархия этих чувств сообразуется у писателя с христианским мировоззрением, где самой совершенной формой любви признаётся любовь к Богу. Это не просто поклонение высшему существу, но и любовь ко всему миру, созданному им. При этом, в своей любви к Богу Достоевский, по его собственным записям, готов был пойти даже против истины, так как был убеждён, что и Бог одаривает человечество истинной любовью. Дружеская любовь также является хорошей формой любви, она предполагает полную свободу друзей и взаимопонимание, поддержку. Отеческая любовь предполагает полную самоотдачу себя человеком новому существу, нежность по отношению к нему, трепетное отношение. Наконец, стремительную страсть Достоевский оценивает негативно. Не случайно во всех его произведениях от этой любви страдают негативные персонажи (Свидригайлов, Фёдор Карамазов и др.)
Все произведения Достоевского были обращены к современности, а внимание писателя на протяжении всей жизни было сосредоточено на основных вопросах общественной жизни его эпохи. Современная ему действительность рассматривалась Достоевским как переломная эпоха в жизни России и Европы. С одной стороны, подводились итоги, а с другой, она являлась прологом для новой эпохи культурного и общественного развития. При этом основной смысл его эпохи, по Достоевскому, состоял в «перерождении человеческого общества в совершеннейшее», в поисках способов формирования человеческого общежития, основанного на справедливости и братстве.
Произведения Ф. М. Достоевского содержат квинтэссенцию русского национального самосознания. Философскими идеями пронизаны «Записки из подполья» и романы «великого пятикнижия», где писатель изложил свою религиозную философию, христианскую антропологию и этику. Достоевский ввёл понятие «русская идея», ставшее одной из основ отечественного философствования. Впервые писатель использовал данное понятие в письме А. Н. Майкову 18 января 1856 года: «Я говорю о патриотизме, об русской идее, об чувстве долга, чести национальной, обо всем, о чём Вы с таким восторгом говорите». Согласно О. И. Сыромятникову русская идея была важнейшей темой творчества Достоевского. Русский философ А. В. Гулыга писал: «Русская идея Достоевского — это воплощенная в патриотическую форму концепция всеобщей нравственности». Однако в отношении общественно-политической мысли и взглядов на Россию Достоевский далеко не сразу пришёл к почвенническим идеям. В молодости, до каторги, он активно воспринимал распространявшиеся в тот период идеи просвещения и социализма. Он и сам позднее признавал, что те идеи, которые он разрабатывал в кружке Буташевича-Петрашевского можно назвать «теоретическим социализмом». Ссылка сильно изменила воззрения писателя. В 1860-е годы он начал выступать как активный критик западного буржуазного строя, индивидуализма.
В «Легенде о Великом инквизиторе», которую В. В. Розанов назвал философской поэмой, Достоевский выразил идею сочетания свободы воли с абсолютным моральным законом. Великий инквизитор отрицает Христа, не верит в человека и его духовную природу. Главной философской проблемой для Достоевского была проблема человека, над разрешением которой он бился всю свою жизнь. Этот вопрос занимал писателя уже в юности, о чём он писал брату Михаилу 16 августа 1839 года: «Человек есть тайна. Её надо разгадать, и ежели будешь её разгадывать всю жизнь, то не говори, что потерял время; я занимаюсь этой тайной, ибо хочу быть человеком». Для Достоевского личность человека была важнейшей ценностью. Его этическая концепция строилась на принципе не причинения зла ни одному, даже самому жалкому человеку, в угоду счастья миллионов. В этом он оппонировал популярному в то время утилитаризму. Человек, по мнению писателя, не есть и не может быть средством для достижения чего бы то ни было кем-либо, он ценен сам по себе.
Будучи христианским русским мыслителем, Достоевский признавал свободу воли человека, которая накладывала на него и ответственность за его деяния. Кроме того, он также постулировал, что каждый ответственен за всех остальных вокруг. Именно поэтому он выступал против популярных в тот период идей о полной детерминированности поведения человека окружающей средой, так как это убеждение снимает ответственность с личности, размывает границы закона. Кроме того, Достоевский считал необходимым разводить моральный взгляд на преступление и преступника с государственно-правовым. Он признавал возможное противоречие между моральной и юридической оценкой ситуации: преступник может быть приговорён к высшей мере наказания, но при этом получить прощение окружающих за раскаяние и спастись. С другой стороны, он может быть формально не осуждён и отпущен, но получить моральное осуждение за содеянное. Именно поэтому Достоевский негативно отзывался о деле Веры Засулич. Она была оправдана судом присяжных и по новоиспечённому законодательству отпущена. Писатель осуждал и то, каким образом её оправдали: в основном оправдания строились именно на негативном влиянии среды. Он полагал, что подобный исход событий может быть вреден для преступника, ведь он не искупляет свою вину, так как не проходит через очищающее его наказание. Он остаётся в своём состоянии и не меняется.
Свобода была одной из важнейших категорий размышлений Достоевского. Для него было очевидным, что состояние «всё дозволено» не является подлинной свободой, а лишь наоборот, ведёт человека к неправильной жизни и лишает возможности спасения. Писатель критиковал своеволие, под которым понимал непреодолимое стремление человека исполнить свои желания, несмотря на объективные внешние препятствия. Кроме того, отрицает человеческую свободу и идея сверхчеловека, которой посвящён роман «Преступление и наказание». Помыслив себя исключительным существом и вменяя себе благодаря этому право «идти по головам», Раскольников на самом деле наоборот лишил себя свободы. Таким образом, по мнению Достоевского, путь освобождения человека долгий и тернистый. Сначала он должен дойти до самого дна, погрузившись в своеволие, затем ухватиться за идею сверхчеловека и, пройдя это испытание, понять, что истинная свобода возможна только в Боге и искренней и чистой любви как главном человеческом чувстве, приближающем его к Богу.
Перейдя к прямой критике индивидуализма с одной стороны и тотального социалистического коллективизма — с другой, Достоевский поддержал одну из центральных идей русской религиозной философии — идею соборности. Идеалом совместного бытия людей для него стало единение отдельных личностей, не теряющих свою индивидуальность, в Церкви в процессе служения Богу, что и объединяет их. Вообще, тема религии, противостояния веры и атеизма, была одной из центральных тем творчества Достоевского. С каждым его произведением она прослеживалась всё отчётливее, а наиболее полно религиозно-философские взгляды писателя проявились в его романе «Братья Карамазовы». Достоевский был убеждённым православным христианином, а потому считал, что только в процессе приближения человека к Богу через веру он может спастись. Одним из ярких фрагментов «Братьев Карамазовых», где Достоевский высказывает свои религиозные идеи, является «поэма о Великом Инквизиторе» его героя Ивана Карамазова. С помощью неё Достоевский показывает, что случается с человеком, отказавшимся от Бога. Извращая христианство, он приходит к полному отвращению к религии и божественной фигуре и в конце концов берёт роль Бога на себя, считает, что именно он должен встать над несчастной толпой, нуждающейся в управлении собой. Кроме того, человек сужает круг своих интересов до лишь материальных потребностей и приписывает подобные интересы всем его окружающим.
Речь о Пушкине стала философским завещанием русского писателя: «всемирная отзывчивость» русского человека воплотилась в национальном гении Пушкине. Русский национальный идеал «всечеловечности» не несёт враждебности Западу. Речь Достоевского о Пушкине укрепила авторитет писателя как властителя дум русского общества и примирила, к великому сожалению, на короткое время, два противоборствующих лагеря западников и славянофилов. По мнению достоевиста С. С. Шаулова, Пушкинская речь Достоевского 8 июня 1880 года представила «один из первых (если не первый) в русской культуре образцов публичного философствования, в котором философская идея сливается с художественным способом её подачи и верифицируется личностью оратора».
В 1879 году в своей известной Пушкинской речи Достоевский объявил о готовности русских к «воссоединению со всеми племенами великого Арийского рода». В представлениях Достоевского это были русская «всемирность» и «братство».
Достоевский уверился, что конец света настанет в 1876 или 1877 году (он делал конкретные предсказания), когда произойдёт последняя битва между добром и злом, после чего начнётся царствование всеобщего братства. В своём сборнике «Дневник писателя» Достоевский интерпретировал Откровения как борьбу личностей, воплотившихся в нации или народы. Он верил, что сможет понять характеры этих народов и предвидеть их действия.
Он предложил несколько версий развязки истории. Католицизм (Франция), протестантизм (Германия) и православие (Россия) будут бороться между собой; победителем из этой борьбы выйдет Россия; Христианская Россия будет сражаться с силами антихриста во главе с папой; или христианский принцип любви будет противостоять «еврейскому принципу» материализма, представленному Бенджамином Дизраэли, Англией и российским финансовым сообществом, а также самими евреями. Когда эта последняя идея стала в его сознании преобладать над другими версиями, Достоевский писал, что евреи, если бы у них была возможность, истребили бы русских до последнего человека, как они это сделали, по его словам, с ханаанскими племенами в библейские времена. Достоевский рассматривается как пример тезиса Нормана Кона о том, что апокалиптика питает антисемитизм. С точки зрения Достоевского, в финальной битве между добром и злом евреи, скорее всего, будут явлены как сила зла.
Когда конец света не наступил, Достоевский прекратил публикацию «Дневника писателя» и написал свой величайший роман «Братья Карамазовы». В нём Апокалипсис интерпретируется уже не как неизбежный, а либо метафорически, либо как непредсказуемый.
Взгляды Достоевского по еврейскому вопросу связаны со славянофильскими корнями его мировоззрения и русским национально-религиозным мессианизмом, входящим в противоречия с еврейским мессианизмом. В восприятии Достоевского существование евреев является вызовом христианству и, в первую очередь, русскому православию. Достоевский рассматривал русских как единственный подлинный народ-богоносец, и существование еврейского народа было живым опровержением его идей. В отличие от «русской идеи» Достоевский определял «жидовскую идею» как слепую плотоядную жажду личного обогащения, житейский материализм и безнравственность.

## Исследования и оценки
Философия Достоевского как система анализировалась в трудах русско-еврейского философа А. З. Штейнберга «Система свободы Ф. М. Достоевского» (1923) и немецкого исследователя Рейнхарда Лаута «Философия Достоевского в систематическом изложении» (1950, в переводе на русский язык 1996 года). В 2002 году было опубликовано 1-е издание монографии Джеймса Сканлана «Достоевский как мыслитель» на английском языке.
А. З. Штейнберг писал: «„Подвиг познания добра и зла“ — вот чем, говоря словами самого Достоевского, представляется автору весь жизненный путь национального философа России». «В лице Достоевского национальная философия в России стала историческим фактом».
Р. Лаут рассматривает Достоевского как русского религиозного философа. В предисловии к работе Р. Лаута, А. В. Гулыга описывает три главных ошибочных подхода критиков, предрассудки в восприятии творчества русского писателя:
- Достоевский — не философ (Михаэль Хагемайстер);
- философия Достоевского воспевает зло (Л. Шестов и З. Фрейд);
- творчество Достоевского является трибуной в равной мере как злого, так и доброго начал в человеке, что выводится из концепции М. М. Бахтина о «полифоничности» романов писателя. При этом критики, дающие негативные оценки личности и творчества Достоевского, забывают слова М. М. Бахтина о том, что среди многоголосия персонажей на страницах произведений главным и решающим звучит голос Бога в душе автора. Согласно А. В. Гулыге мнения Л. Шестова и З. Фрейда являются источниками хулы в отношении Достоевского.

Русский философ Μ. Α. Маслин полагает, что «вопреки распространенному мнению, которое разделял Зигмунд Фрейд, Достоевский не был философом пессимизма и отчаяния». Отказывая Достоевскому в чувстве жалости, сострадания, забывая о его призыве к смирению, порицатели писателя искажают его истинный портрет.
По мнению Н. Н. Кружкова Ипполит говорил словами Сёрена Кьеркегора:

Для самого Кьеркегора явление Христа — не событие, а соБытие, соСуществование. Он рядом. Он вездесущ. Он изначально непознаваем и непостижим. И в этом кроется Истина. И разве не словами Кьеркегора заговорил вдруг Ипполит в романе Ф. М. Достоевского «Идиот»: «Я хотел жить для счастья всех людей, для открытия и для возвещения истины… Я смотрел в окно на Мейерову стену и думал только четверть часа говорить и всех, всех убедить, а раз-то в жизни сошёлся… с вами, если не с людьми! И что же вот вышло? Ничего! Вышло, что вы меня презираете!» В исповеди Ипполита лейтмотивом проходит постулат Кьеркегора о том, что святость постигается в грехе. Для Кьеркегора всякий человек изначально грешен. Для Достоевского — это аксиома.— Кружков Н. Н. Иисус Христос глазами Сёрена Кьеркегора (2013).
.

## Влияние
В 1948 году В. В. Зеньковский в своём капитальном труде «История русской философии» писал: «Для русской (только ли для русской?) мысли Достоевский дал чрезвычайно много — недаром последующие поколения мыслителей в огромном большинстве своем связывали своё творчество с Достоевским». По мнению достоеведа А. Г. Гачевой, русская философская мысль многим обязана Ф. М. Достоевскому — своему предтече, которому принадлежит ведущая роль в подготовке религиозно-философского возрождения конца XIX — начала XX века.
Достоевский оказал большое влияние на становление экзистенциализма, персонализма и фрейдизма. «Достоевский принял участие в осмыслении главных философских и социальных устремлений своего времени — от социализма до философии всеединства Соловьёва и религиозно-философского проекта Η. Φ. Фёдорова (1829—1903)». В советское время философия Достоевского игнорировалась или служила объектом критики.
В 2007 году Елена Новикова впервые рассмотрела интерпретации русских религиозных философов (В. С. Соловьёва, С. Н. Булгакова, Н. А. Бердяева, Н. О. Лосского и В. В. Зеньковского) знаменитых слов «Мир спасет красота» из романа «Идиот».